# Bacchus Marsh
Bacchus Marsh é um centro urbano e localidade suburbana em Vitória, na Austrália, localizada a aproximadamente 50 quilômetros a noroeste da capital do estado Melbourne e a 14 quilômetros a oeste de Melton, perto da equidistância das principais cidades de Melbourne, Ballarat e Geelong. A população da área urbana Bacchus Marsh era de 22.223 em junho de 2018. Bacchus Marsh é a maior área urbana da área do governo local de Shire of Moorabool.